# Dieter Korp
Dieter Korp (* 16. April 1921; † 20. Januar 2015 in Weil im Schönbuch) war ein deutscher Journalist und Fachbuchautor.

## Leben
Dieter Korp war Diplom-Ingenieur und Fachjournalist im Kraftfahrzeugbereich. Er war zusammen mit Gert Hack Hauptautor der Reihe Jetzt helfe ich mir selbst und Verfasser weiterer Bücher über Kraftfahrzeuge, Fahrzeugtechnik sowie von Ratgebern aus dem Motorbuch Verlag. Er war redaktioneller Mitarbeiter der Zeitschriften auto motor und sport, Motor Revue und mot.

## Veröffentlichungen
- Mein Auto heißt 500/600 – Ein Handbuch für den Fiat Fahrer, Motor-Presse Verlag 1960.
- Glanzvolle alte Autozeit, Motorbuch Verlag 1962.
- Soforthelfer, Motorbuch Verlag ab 1962.
- Jetzt helfe ich mir selbst, Motorbuch Verlag ab 1963.
- Die alte Garde, Sport- und Rennwagen von damals, Motorbuch Verlag 1966 (mit Julius Weitmann).
- Sex auf Rädern (von Rico Remberg), PPS Verlag 1970.[2]
- Die verrücktesten Autos der Welt, Motorbuch Verlag 1971.
- Protokoll einer Erfindung. Der Wankelmotor, Motorbuch Verlag 1975.
- Segelspaß am Bodensee, Stadler Verlag 1995 (eine Anthologie).
- Bootsmotoren, Motorbuch Verlag 1998 (mit Hans G. Isenberg).